# Герб на Словакия
Гербът на Словакия е приет на 1 януари 1993 г. след разпадането на Чехословакия. Представлява червен щит със сини планини, символизиращи планината Татри на които е поставен двоен кръст с бял цвят на Свети Стефан I Унгарски.